# Населення Малайзії
Населення Малайзії. Чисельність населення країни 2015 року становила 30,513 млн осіб (43-тє місце у світі). Чисельність малайців стабільно збільшується, народжуваність 2015 року становила 19,71 ‰ (86-те місце у світі), смертність — 5,03 ‰ (188-ме місце у світі), природний приріст — 1,44 % (83-тє місце у світі) . 

## Природний рух

### Відтворення
Народжуваність у Малайзії, станом на 2015 рік, дорівнює 19,71 ‰ (86-те місце у світі). Коефіцієнт потенційної народжуваності 2015 року становив 2,55 дитини на одну жінку (76-те місце у світі).
Смертність у Малайзії 2015 року становила 5,03 ‰ (188-ме місце у світі).
Природний приріст населення в країні 2015 року становив 1,44 % (83-тє місце у світі).

### Вікова структура

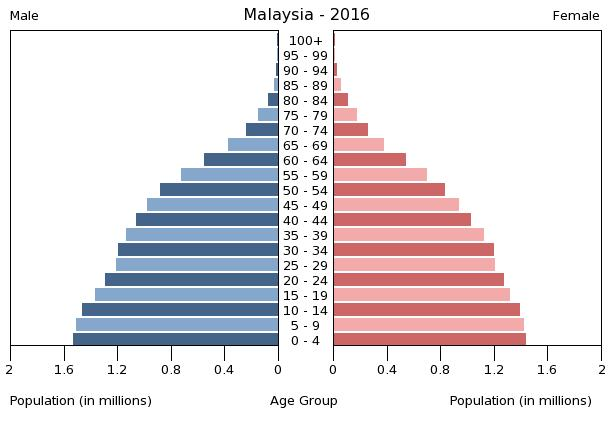
Віково-статева піраміда населення Малайзії, 2016 рік

Середній вік населення Малайзії становить 28,2 року (130-те місце у світі): для чоловіків — 28, для жінок — 28,5 року. Очікувана середня тривалість життя 2015 року становила 74,75 року (112-те місце у світі), для чоловіків — 71,97 року, для жінок — 77,73 року.
Вікова структура населення Малайзії, станом на 2015 рік, мала такий вигляд:
- діти віком до 14 років — 28,49 % (4 472 457 чоловіків, 4 221 384 жінки);
- молодь віком 15—24 роки — 16,91 % (2 615 356 чоловіків, 2 543 039 жінок);
- дорослі віком 25—54 роки — 41,12 % (6 352 742 чоловіка, 6 194 303 жінки);
- особи передпохилого віку (55—64 роки) — 7,84 % (1 215 315 чоловіків, 1 175 868 жінок);
- особи похилого віку (65 років і старіші) — 5,65 % (817 766 чоловіків, 905 618 жінок)[1].

### Шлюбність— розлучуваність
Середній вік, коли чоловіки беруть перший шлюб дорівнює 28 років, жінки — 25,7 року, загалом — 26,9 року (дані за 2010 рік).

## Розселення
Густота населення країни 2015 року становила 92,3 особи/км² (116-те місце у світі).

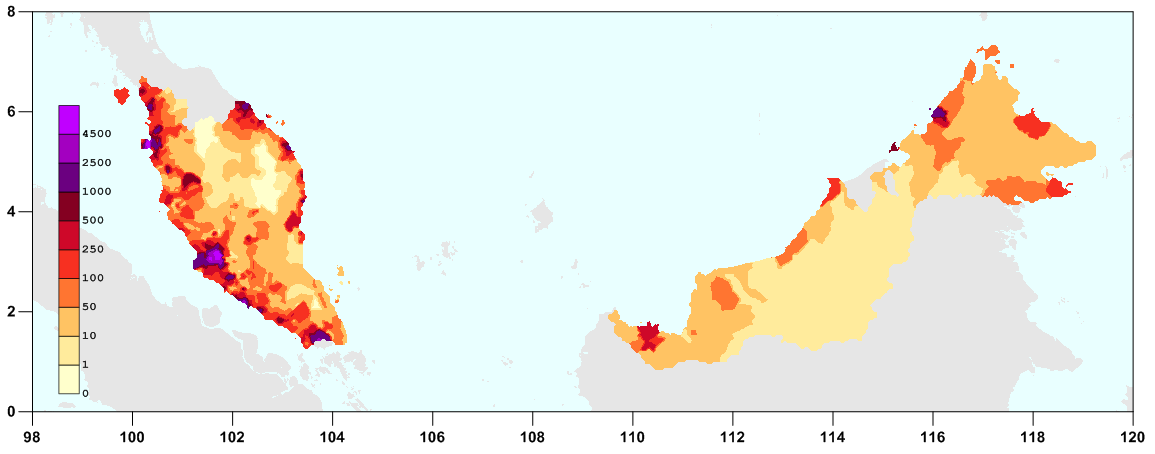
Густота населення (людей на км^{2}) в 2010

### Урбанізація
Малайзія високоурбанізована країна. Рівень урбанізованості становить 74,7 % населення країни (станом на 2015 рік), темпи зростання частки міського населення — 2,66 % (оцінка тренду за 2010—2015 роки).
Головні міста держави: Куала-Лумпур (столиця) — 6,837 млн осіб, Джохор — 912,0 тис. осіб (дані за 2015 рік).

### Міграції
Річний рівень еміграції 2015 року становив 0,33 ‰ (130-те місце у світі). Цей показник не враховує різниці між законними і незаконними мігрантами, між біженцями, трудовими мігрантами та іншими.

#### Біженці й вимушені переселенці
Станом на 2015 рік, в країні постійно перебуває 88,67 тис. біженців з М'янми.
У країні мешкає 11,7 тис. осіб без громадянства, здебільшого це мусульмани-рохін'я з М'янми, етнічні індуси, діти нелегальних мігрантів з Філіппін та Індонезії.

## Расово-етнічний склад
| Етнічний склад (2010 рік) | Етнічний склад (2010 рік) | Етнічний склад (2010 рік) | Етнічний склад (2010 рік) | Етнічний склад (2010 рік) |
| ------------------------- | ------------------------- | ------------------------- | ------------------------- | ------------------------- |
| Етнос:                    |                           |                           | Відсоток:                 |                           |
| малайці                   | малайці                   |                           | 50.1%                     | 50.1%                     |
| китайці                   | китайці                   |                           | 22.6%                     | 22.6%                     |
| місцеві племена           | місцеві племена           |                           | 11.8%                     | 11.8%                     |
| індійці                   | індійці                   |                           | 6.7%                      | 6.7%                      |
| інші                      | інші                      |                           | 9%                        | 9%                        |

Головні етноси країни: малайці — 50,1 %, китайці — 22,6 %, місцеві племена — 11,8 %, індійці — 6,7 %, інші — 0,7 %, іноземці — 8,2 % населення (оціночні дані за 2010 рік).

## Мови
| Мови Малайзії (2015 рік) | Мови Малайзії (2015 рік) | Мови Малайзії (2015 рік) | Мови Малайзії (2015 рік) | Мови Малайзії (2015 рік) |
| ------------------------ | ------------------------ | ------------------------ | ------------------------ | ------------------------ |
| Мова:                    |                          |                          | Відсоток:                |                          |
| малайська                | малайська                |                          | %                        | %                        |
| англійська               | англійська               |                          | %                        | %                        |
| китайська                | китайська                |                          | %                        | %                        |
| тамільська               | тамільська               |                          | %                        | %                        |
| телугу                   | телугу                   |                          | %                        | %                        |
| малаялам                 | малаялам                 |                          | %                        | %                        |
| пенджабська              | пенджабська              |                          | %                        | %                        |
| тайська                  | тайська                  |                          | %                        | %                        |
| ібанська                 | ібанська                 |                          | %                        | %                        |
| кадазанська              | кадазанська              |                          | %                        | %                        |

Офіційна мова: малайська. Інші поширені мови: англійська, китайська, тамільська, телугу, малаялам, пенджабська, тайська. У Східній Малайзії (Сабах і Саравак) поширені мови місцевих племен, найбільші з яких ібанська і кадазанська.

## Релігії
| Релігії в Малайзії (2009 рік) | Релігії в Малайзії (2009 рік) | Релігії в Малайзії (2009 рік) | Релігії в Малайзії (2009 рік) | Релігії в Малайзії (2009 рік) |
| ----------------------------- | ----------------------------- | ----------------------------- | ----------------------------- | ----------------------------- |
| Віросповідання:               |                               |                               | Відсоток:                     |                               |
| мусульмани                    | мусульмани                    |                               | 61.3%                         | 61.3%                         |
| буддисти                      | буддисти                      |                               | 19.8%                         | 19.8%                         |
| християни                     | християни                     |                               | 9.2%                          | 9.2%                          |
| індуїсти                      | індуїсти                      |                               | 6.3%                          | 6.3%                          |
| традиційні вірування          | традиційні вірування          |                               | 1.3%                          | 1.3%                          |
| інші                          | інші                          |                               | 0.4%                          | 0.4%                          |
| атеїсти                       | атеїсти                       |                               | 0.8%                          | 0.8%                          |
| агностики                     | агностики                     |                               | 1%                            | 1%                            |

Головні релігії й вірування, які сповідує, і конфесії та церковні організації, до яких відносить себе населення країни: іслам (державна релігія) — 61,3 %, буддизм — 19,8 %, християнство — 9,2 %, індуїзм — 6,3 %, конфуціанство, даоїзм, традиційні вірування — 1,3 %, інші — 0,4 %, не сповідують жодної — 0,8 %, не визначились — 1 % (станом на 2010 рік).

## Освіта
Рівень письменності 2015 року становив 94,6 % дорослого населення (віком від 15 років): 96,2 % — серед чоловіків, 93,2 % — серед жінок.
Державні витрати на освіту становлять 6,1 % ВВП країни, станом на 2013 рік (46-те місце у світі). Середня тривалість освіти становить 14 років (станом на 2014 рік).

## Охорона здоров'я
Забезпеченість лікарями в країні на рівні 1,2 лікаря на 1000 мешканців (станом на 2010 рік). Забезпеченість лікарняними ліжками в стаціонарах — 1,9 ліжка на 1000 мешканців (станом на 2012 рік). Загальні витрати на охорону здоров'я 2014 року становили 4,2 % ВВП країни (161-ше місце у світі).
Смертність немовлят до 1 року, станом на 2015 рік, становила 13,27 ‰ (113-те місце у світі); хлопчиків — 15,33 ‰, дівчаток — 11,07 ‰. Рівень материнської смертності 2015 року становив 40 випадків на 100 тис. народжень (125-те місце у світі).
Малайзія входить до складу ряду міжнародних організацій: Міжнародного руху (ICRM) і Міжнародної федерації товариств Червоного Хреста і Червоного Півмісяця (IFRCS), Дитячого фонду ООН (UNISEF), Всесвітньої організації охорони здоров'я (WHO).

### Захворювання
Потенційний рівень зараження інфекційними хворобами в країні середній. Найпоширеніші інфекційні захворювання: діарея, гарячка денге, лептоспіроз (станом на 2016 рік).
2014 року було зареєстровано 100,8 тис. хворих на СНІД (44-те місце в світі), це 0,45 % населення в репродуктивному віці 15—49 років (72-ге місце у світі). Смертність 2014 року від цієї хвороби становила 9,0 тис. осіб (27-ме місце у світі).
Частка дорослого населення з високим індексом маси тіла 2014 року становила 12,9 % (123-тє місце у світі); частка дітей віком до 5 років зі зниженою масою тіла становила 12,9 % (оцінка на 2006 рік). Ця статистика показує як власне стан харчування, так і наявну/гіпотетичну поширеність різних захворювань.

### Санітарія
Доступ до облаштованих джерел питної води 2015 року мало 100 % населення в містах і 93 % в сільській місцевості; загалом 98,2 % населення країни. Відсоток забезпеченості населення доступом до облаштованого водовідведення (каналізація, септик): в містах — 96,1 %, в сільській місцевості — 95,9 %, загалом по країні — 96 % (станом на 2015 рік). Споживання прісної води, станом на 2005 рік, дорівнює 11,2 км³ на рік, або 414 тонни на одного мешканця на рік: з яких 35 % припадає на побутові, 43 % — на промислові, 22 % — на сільськогосподарські потреби.

## Соціально-економічне положення
Співвідношення осіб, що в економічному плані залежать від інших, до осіб працездатного віку (15—64 роки) загалом становить 43,6 % (станом на 2015 рік): частка дітей — 35,2 %; частка осіб похилого віку — 8,4 %, або 11,9 потенційно працездатного на 1 пенсіонера. Загалом дані показники характеризують рівень затребуваності державної допомоги в секторах освіти, охорони здоров'я і пенсійного забезпечення, відповідно. За межею бідності 2009 року перебувало 3,8 % населення країни. Розподіл доходів домогосподарств у країні має такий вигляд: нижній дециль — 1,8 %, верхній дециль — 34,7 % (станом на 2009 рік).
Станом на 2013 рік, в країні 100 тис. осіб не має доступу до електромереж; 99,5 % населення має доступ, в містах цей показник дорівнює 99,8 %, у сільській місцевості — 98,7 %. Рівень проникнення інтернет-технологій високий. Станом на липень 2015 року в країні налічувалось 21,684 млн унікальних інтернет-користувачів (40-ве місце у світі), що становило 71,1 % загальної кількості населення країни.

### Трудові ресурси
Загальні трудові ресурси 2015 року становили 14,3 млн осіб (41-ше місце у світі). Зайнятість економічно активного населення у господарстві країни розподіляється таким чином: аграрне, лісове і рибне господарства — 11 %; промисловість і будівництво — 36 %; сфера послуг — 53 % (станом на 2012 рік). Безробіття 2015 року дорівнювало 2,7 % працездатного населення, 2014 року — 2,9 % (18-те місце у світі); серед молоді у віці 15-24 років ця частка становила 10,2 %, серед юнаків — 9,3 %, серед дівчат — 11,6 % (100-те місце у світі).

## Кримінал

#### Наркотики

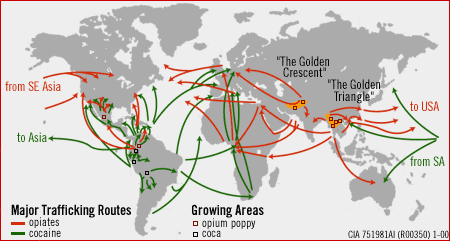
Світові маршрути наркотрафіку

Держава енергійно бореться із незаконним обігом наркотичних засобів, застосовуючи смертну кару. Героїн залишається основним наркотиком, що вживає місцеве населення, зростає роль синтетичних (екстазі, метамфетамін). Синтетичні наркотики виробляються як на внутрішній ринок, так і для задоволення потреб ринку сусідніх країн.

### Торгівля людьми
Згідно зі щорічною доповіддю про торгівлю людьми (англ. Trafficking in Persons Report) Управління з моніторингу та боротьби з торгівлею людьми Державного департаменту США, уряд Малайзії докладає значних зусиль в боротьбі з явищем примусової праці, сексуальної експлуатації, незаконною торгівлею внутрішніми органами, але не в повній мірі, країна знаходиться у списку спостереження другого рівня.

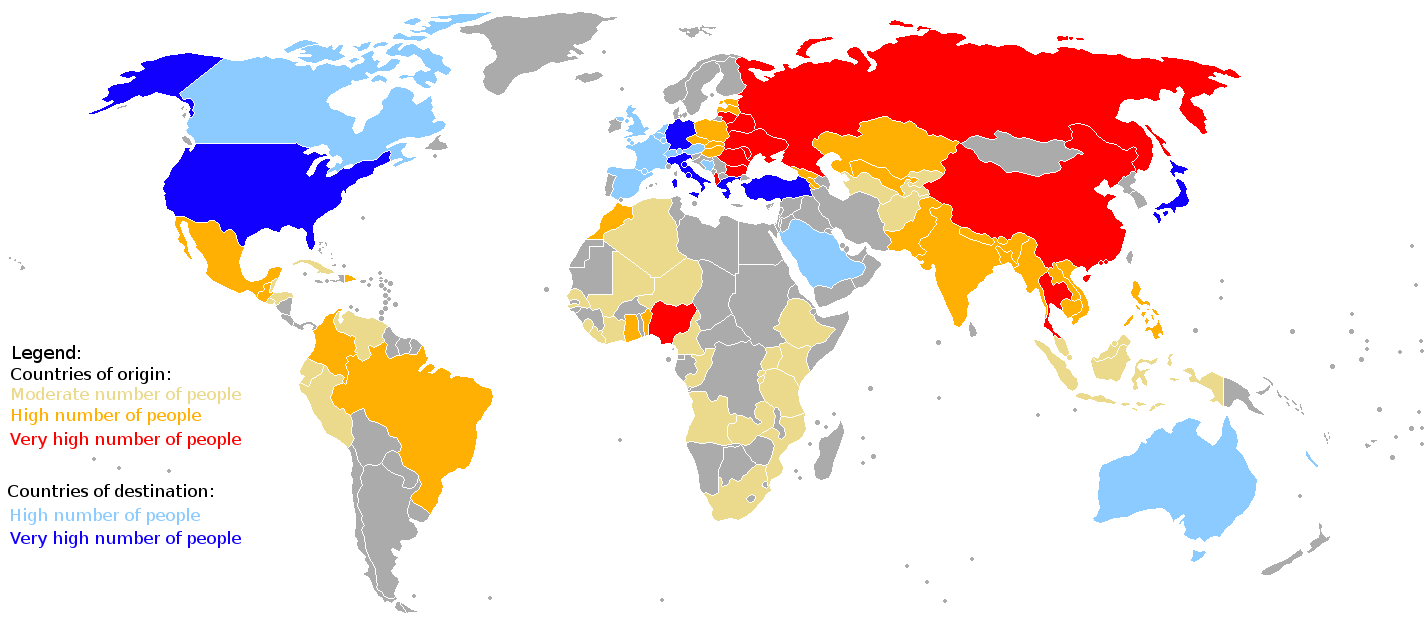
Країни-донори (червоний) і країни-реципієнти кримінальних потоків  (англ.)
Глобальна боротьба з торгівлею людьми (англ.)

## Гендерний стан
Статеве співвідношення (оцінка 2015 року):
- при народженні — 1,07 особи чоловічої статі на 1 особу жіночої;
- у віці до 14 років — 1,06 особи чоловічої статі на 1 особу жіночої;
- у віці 15—24 років — 1,03 особи чоловічої статі на 1 особу жіночої;
- у віці 25—54 років — 1,03 особи чоловічої статі на 1 особу жіночої;
- у віці 55—64 років — 1,03 особи чоловічої статі на 1 особу жіночої;
- у віці за 64 роки — 0,9 особи чоловічої статі на 1 особу жіночої;
- загалом — 1,03 особи чоловічої статі на 1 особу жіночої[1].

## Демографічні дослідження
Демографічні дослідження в країні ведуться рядом державних і наукових установ:

### Українською
- Атлас. 10-11 клас. Економічна і соціальна географія світу / упорядники :  О. Я. Скуратович, Н. І. Чанцева. — К. : ДНВП «Картографія», 2010. — ISBN 978-966-475-639-3.
- Атлас світу / голов. ред. І. С. Руденко ; зав. ред. В. В. Радченко ; відп. ред. О. В. Вакуленко. — К. : ДНВП «Картографія», 2005. — 336 с. — ISBN 9666315467.
- Безуглий В. В. Економічна і соціальна географія зарубіжних країн : Навчальний посібник. — К. : ВЦ «Академія», 2007. — 704 с. — ISBN 978-966-580-239-6.
- Безуглий В. В., Козинець С. В. Регіональна економічна і соціальна географія світу : Навчальний посібник. — видання 2-ге, доп., перероб. — К. : ВЦ «Академія», 2007. — 688 с. — ISBN 966-580-144-9.
- Головченко В. І., Кравчук О. Країнознавство: Азія, Африка, Латинська Америка, Австралія і Океанія. — К., 2006. — 335 с. — ISBN 966-8939-04-2.
- Гудзеляк І. І. Географія населення: Навчальний посібник / І. Гудзеляк. — Л. : Видавничий центр ЛНУ імені Івана Франка, 2008. — 232 с. — ISBN 978-966-613-599-8.
- Дахно І. І. Країни світу: Енциклопедичний довідник / І. І. Дахно, С. М. Тимофієв. — К. : Мапа, 2011. — 606 с. — (Бібліотека нового українця) — ISBN 978-966-8804-23-6.
- Дахно І. І. Економічна географія зарубіжних країн : навчальний посібник. — К. : Центр учбової літератури, 2014. — 319 с. — ISBN 978-611-01-0682-5.
- Джаман В. О. Регіональні системи розселення: демографічні аспекти. — Чернівці : Рута, 2003. — 392 с. — ISBN 9665685988.
- Дорошенко Л. С. Демографія: Навчальний посібник. — К. : МАУП, 2005. — 112 с. — ISBN 966-608-442-2.
- Дубович І. А. Країнознавчий словник-довідник. — 5-те вид., перероб. і доп. — К. : Знання, 2008. — 839 с. — ISBN 978-966-346-330-8.
- Економічна і соціальна географія країн світу. Навчальний посібник / За ред. Кузика С. П. — Л. : Світ, 2002. — 672 с. — ISBN 966-603-178-7.
- Загальна медична географія світу / В. О. Шевченко [та ін.] — К. : [б.в.], 1998. — 178 с.
- Ігнатьєв П. М. Країнознавство: Країни Азії. — Ч. : Книги-XXI, 2004. — 383 с. — ISBN 966-8029-53-4.
- Книш М. М., Мамчур О. І. Регіональна економічна і соціальна географія світу (Латинська Америка та Карибські країни, Африка, Азія, Океанія) : навч. посіб. — Л. : ЛНУ ім. Івана Франка, 2013. — 368 с. — ISBN 978-617-10-0007-0.
- Крисаченко В. С. Динаміка населення: Популяційні, етнічні та глобальні виміри. — К. : Видавництво Національного інституту стратегічних досліджень, 2005. — 368 с. — ISBN 966-554-083-1.
- Любіцева О. О., Мезенцев К. В., Павлов С. В. Географія релігій. — К. : АртЕК, 1999. — 504 с. — ISBN 966-505-006-0.
- Масляк П. О. Країнознавство. — К. : Знання, 2007. — 292 с. — (Вища освіта XXI століття)
- Масляк П. О., Дахно І. І. Економічна і соціальна географія світу / П. О. Масляк, І. І. Дахно ; за ред. П. О. Масляка. — К. : Вежа, 2003. — 280 с. — ISBN 966-7091-53-8.

### Російською
- (рос.) Малайзия // Демографический энциклопедический словарь / главн. ред. Валентей Д. И. — М. : Советская энциклопедия, 1985. — 608 с.
- (рос.) Малайзия // Страны и народы. Зарубежная Азия. Юго-Восточная Азия / Редкол. : П. И. Пучков (отв. ред.) и др. — М. : «Мысль», 1979. — 303 с. — (Страны и народы) — 180 тис. прим.
- (рос.) Атлас народов мира / Отв. ред. С. И. Брук и В. С. Апенченко. — М. : ГУГК ГГК СССР и Институт этнографии им. Н. Н. Миклухо-Маклая АН СССР, 1964. — 185 с. — 20 тис. прим.
- (рос.) Численность и расселение народов мира. Этнографические очерки / под ред. С. И. Брука. — М. : Издательство АН СССР, 1962. — 487 с.
- (рос.) Лаппо Г. М. География городов: Учебное пособие для географических факультетов вузов. — М. : Туманит, изд. центр ВЛАДОС, 1997. — 476 с. — ISBN 5-691-00047-0.
- (рос.) Ягельский А. География населения. — М. : Прогресс, 1980. — 383 с.